# De Stroate
De Stroate is een Belgische vereniging ter bevordering van de hiphop-cultuur in Kortrijk en omstreken. Ze werken vanuit de vier basiselementen van hiphop: graffiti, diskjockey/turntablism, rap & Bboying. Verder wordt er ook ruimte aangeboden voor gerelateerde kunstvormen zoals Poetryslam, en ondersteund de vereniging jongeren en artiesten met het ondernemende luik achter hun kunstvorm.

## Geschiedenis
De Stroate is opgericht in april 2016 als vereniging die workshops en hiphop evenementen organiseerde in JC Tranzit, maar groeide uit tot jeugdhuis nadat ze in januari 2017 onderdak kregen in Cinépalace, een oud cinema-gebouw in de Zwevegemsestraat. Tijdens de zomer van 2017, vervoegden ook street art vereniging Artkor en dans crews Root Division, The Fam, Ill Mindz en Joined Forces de vereniging om verder te bouwen aan het eerste hiphop cultuurcentrum in België die alle elementen verenigt. In augustus 2017 bevestigde het Kortrijkse stadsbestuur dat de vereniging er hun vaste stek krijgt.
In 2018, bracht de muziekwerking van De Stroate een compilatie-cd uit in samenwerking met onder andere DJ Grazzhoppa.
In het najaar van 2018 verhuisde De Stroate tijdelijk naar een leegstaand woon- en zorgcentrum, naast het Begijnhof. Deze tijdelijke verhuis kadert in een vernieuwing van de Zwevegemsestraat. De heropening van het nieuw gebouw staat ingepland voor in het voorjaar van 2022.
Op 30 augustus 2019, opende het Street Art Museum. Het SAM is een tijdelijke tentoonstelling waarin 20 Street artiesten en grafisch ontwerpers elk een kamer toegewezen kregen die het canvas vormde voor hun creativiteit. De tentoonstelling vormde tevens het decor voor videoclips van artiesten zoals Berry, Skumic enz. 